# مايكل ريد
مايكل ريد (بالإنجليزية: Michael Redd)‏ مواليد 24 أغسطس 1979 في كولومبوس، هو لاعب كرة سلة أمريكي سابق بدأ مسيرته الاحترافية في سنة 2000. يبلغ طوله 6 قدم 6 بوصة (2.0 م). مثّل منتخب بلاده. شارك في مسابقة كرة السلة في الألعاب الأولمبية الصيفية. اعتزل اللعب في 2012.

## فرق لعب لها
- ميلووكي باكز
- فينيكس صنز

## الميداليات
| الميدالية | المسابقة                             |
| --------- | ------------------------------------ |
| ذهبية     | الألعاب الأولمبية الصيفية 2008       |
| ذهبية     | بطولة أمم الأمريكتين لكرة السلة 2007 |

## روابط خارجية
- مايكل ريد على موقع الاتحاد الدولي لكرة السلة (الإنجليزية)
- مايكل ريد على موقع إن بي أي (الإنجليزية)
- مايكل ريد على موقع سبورتس رفرنس (الإنجليزية)
- مايكل ريد على موقع كرة السلة الأوروبية.كوم (الإنجليزية)
- مايكل ريد على موقع كلية كرة السلة في سبورتس رفرنس.كوم (الإنجليزية)
- مايكل ريد على موقع ريلجم (الإنجليزية)
- مايكل ريد على موقع بروبوليرز (الإنجليزية)
- مايكل ريد على موقع سبورتس رفرنس (الإنجليزية)
- مايكل ريد على موقع أوليمبيديا (الإنجليزية)